# Nefelometria
Nefelometria é um método analitico de laboratório que se baseia na diminuição da intensidade pela difracção da luz.
É utilizada na medicina para o controle dos níveis de proteína C-reativa no organismo, responsável pelo aumento no acúmulo de placas de gordura na parede das artérias e pelo desencadeamento de processos inflamatórios nos vasos sangüíneos.